# 振江街道
振江街道是中国黑龙江省哈尔滨市道外区下辖的一个街道，与松北区松浦街道隔江相望。

## 行政区划
下辖以下地区：
东北新社区和振江社区。